# Sandy Lenz
Pour les articles homonymes, voir Lenz.
Sandra J. Lenz, dite Sandy Lenz, née le 10 juin 1960 à Rockford (Illinois), est une patineuse artistique américaine, participante aux Jeux olympiques d'hiver de 1980 à Lake Placid.

## Biographie

### Carrière sportive
Sandy Lenz est championne junior des États-Unis en 1977. Elle obtient la médaille de bronze des championnats américains seniors en 1980, derrière ses compatriotes Linda Fratianne et Lisa-Marie Allen. Elle est entraînée par Evy et Mary Scotvold.
Elle représente son pays aux Jeux olympiques d'hiver de 1980 à Lake Placid. Elle participe également à un Skate America, un Skate Canada et un Trophée NHK à la fin des années 1970. La fédération américaine ne la sélectionne pas pour participer aux mondiaux.
Elle arrête les compétitions sportives en 1981, en raison de blessures.

### Reconversion
En 1986, elle participe au court-métrage Aladdin and His Wonderful Lamp de Tim Burton. Elle tient le rôle d'une des femmes en vert.
Sandy Lenz travaille comme entraîneur de patinage artistique. Après son mariage avec M. Jackson, elle s'installe en Caroline du Sud et devient la directrice du patinage artistique du Figure Skating Club de Charleston.

## Palmarès
| Compétitions principales    | 1978    | 1979    | 1980    | 1981    |  |  |  |  |  |  |  |  |  |  |
| Jeux olympiques d'hiver     |         |         | 9e      |         |  |  |  |  |  |  |  |  |  |  |
| Championnats du monde       |         |         |         |         |  |  |  |  |  |  |  |  |  |  |
| Championnats des États-Unis | 6e      | 4e      | 3e      | F       |  |  |  |  |  |  |  |  |  |  |
|                             |         |         |         |         |  |  |  |  |  |  |  |  |  |  |
| Autres Compétitions         | 1977/78 | 1978/79 | 1979/80 | 1980/81 |  |  |  |  |  |  |  |  |  |  |
| Skate America               |         |         | 3e      |         |  |  |  |  |  |  |  |  |  |  |
| Skate Canada                |         | 4e      |         | 4e      |  |  |  |  |  |  |  |  |  |  |
| Trophée NHK                 |         |         | 3e      |         |  |  |  |  |  |  |  |  |  |  |
| Légende : F = Forfait       |         |         |         |         |  |  |  |  |  |  |  |  |  |  |